# Machaerota fukienicola
Machaerota fukienicola is een halfvleugelig insect uit de familie Machaerotidae. De wetenschappelijke naam van deze soort is voor het eerst geldig gepubliceerd in 1947 door Maa.